# Saján
Saján (ukránul: Шаян) falu Ukrajnában, Kárpátalján Huszti járásában. A település Visk községhez tartozik.

## Fekvése
A Tisza közelében, Visktől 10 km-rel nyugatra, a Sajáni hegy lábánál fekvő település.

## Története

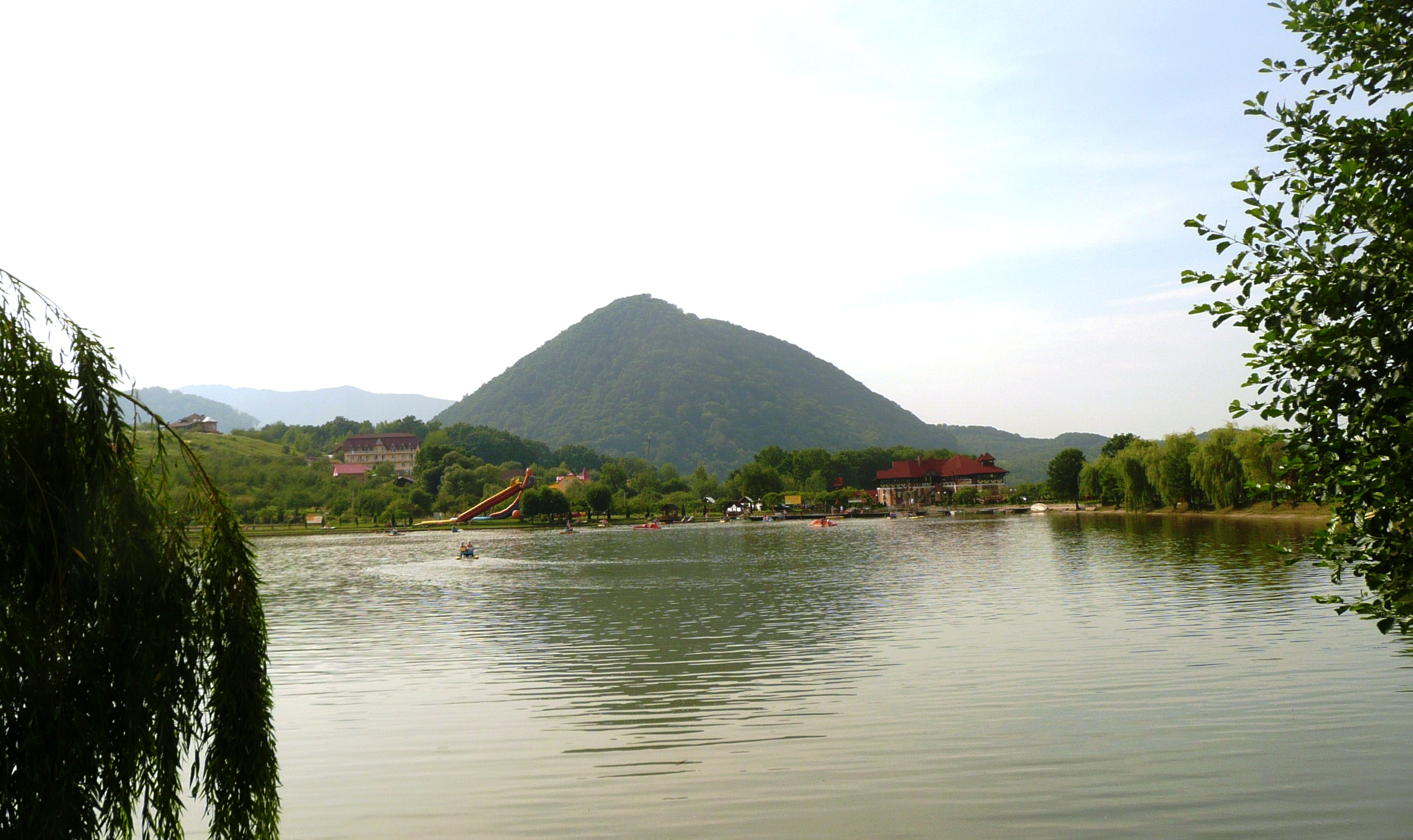
A sajáni tó

Saján közigazgatásilag Viskhez tartozó település, amely főként ivó- és fürdőkúrára alkalmas ásványvizéről vált híressé. A román határtól csupán néhány kilométerre fekvő Saján fölé három hegy magasodik, a környék kedvelt kirándulóhely.
A település ásványvízforrás bázisán szanatórium üzemel. Az itteni ásványvizet (borvizet) több üzem is palackozza. A gyógyhatású sajáni ásványvizet máj-és hasnyálmirigy megbetegedések kezelésére, valamint gyomor- és bélrendszeri panaszok esetén alkalmazzák. A nátriumot, káliumot, kalciumot, magnéziumot, kloridokat, szulfátokat, karbonátokat és hidrokarbonátokat tartalmazó gyógyvíz javítja a gyomorműködését, jótékony hatással van az epére, tisztítja az epeutakat, elősegíti a salakanyagok kiürülését és a szükséges mikroelemekkel gazdagítja a szervezetet.

## Galéria

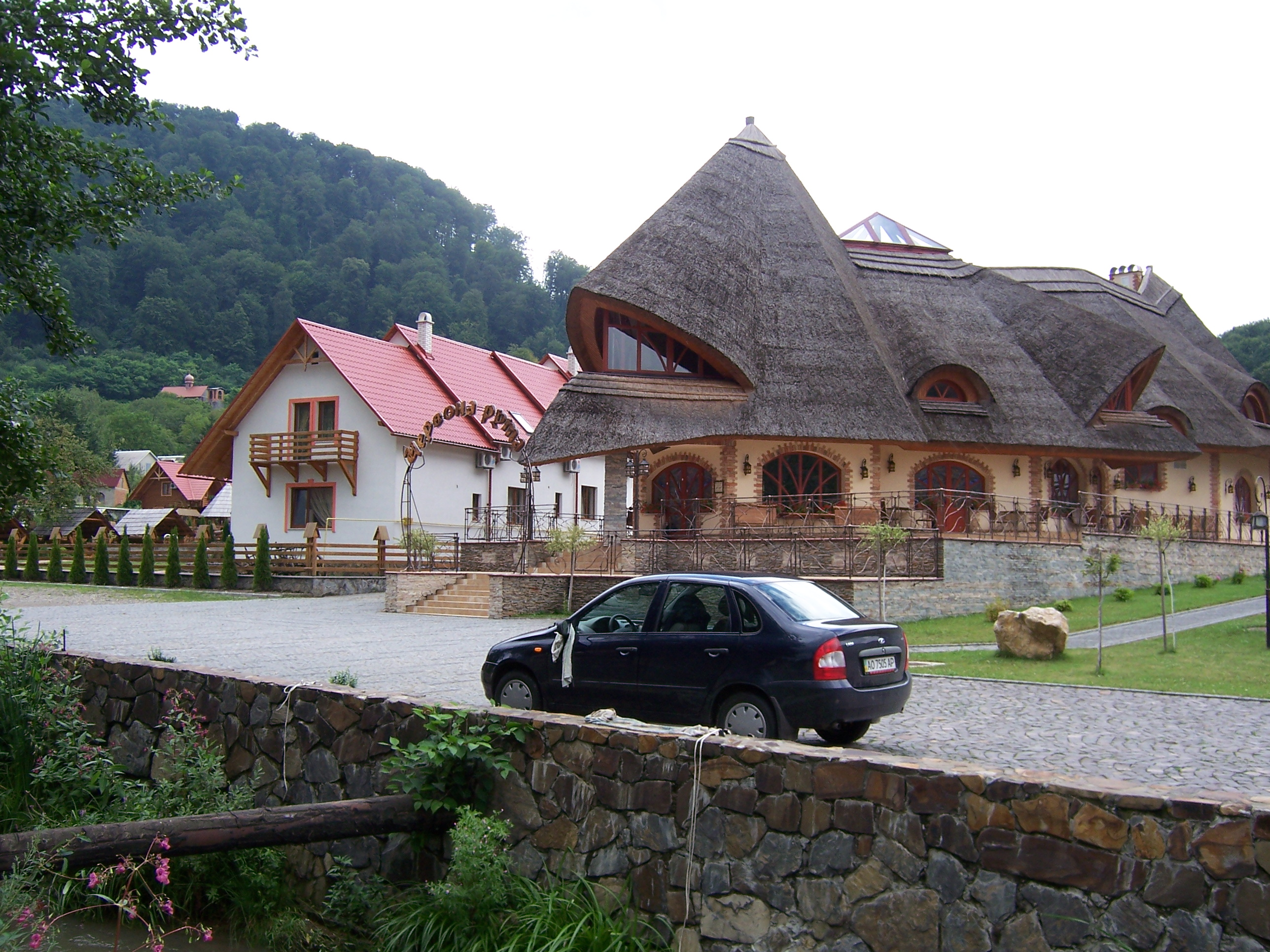
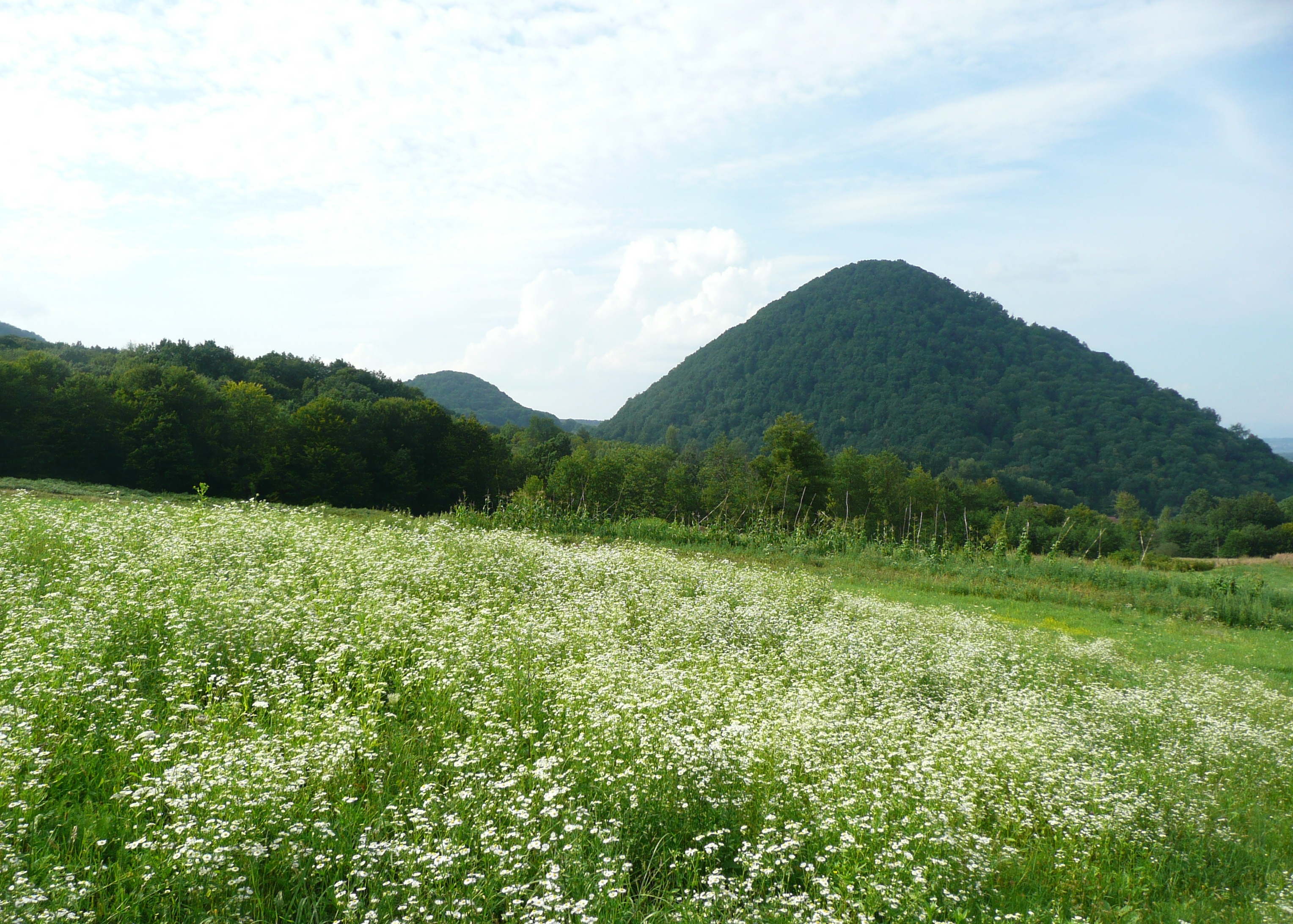
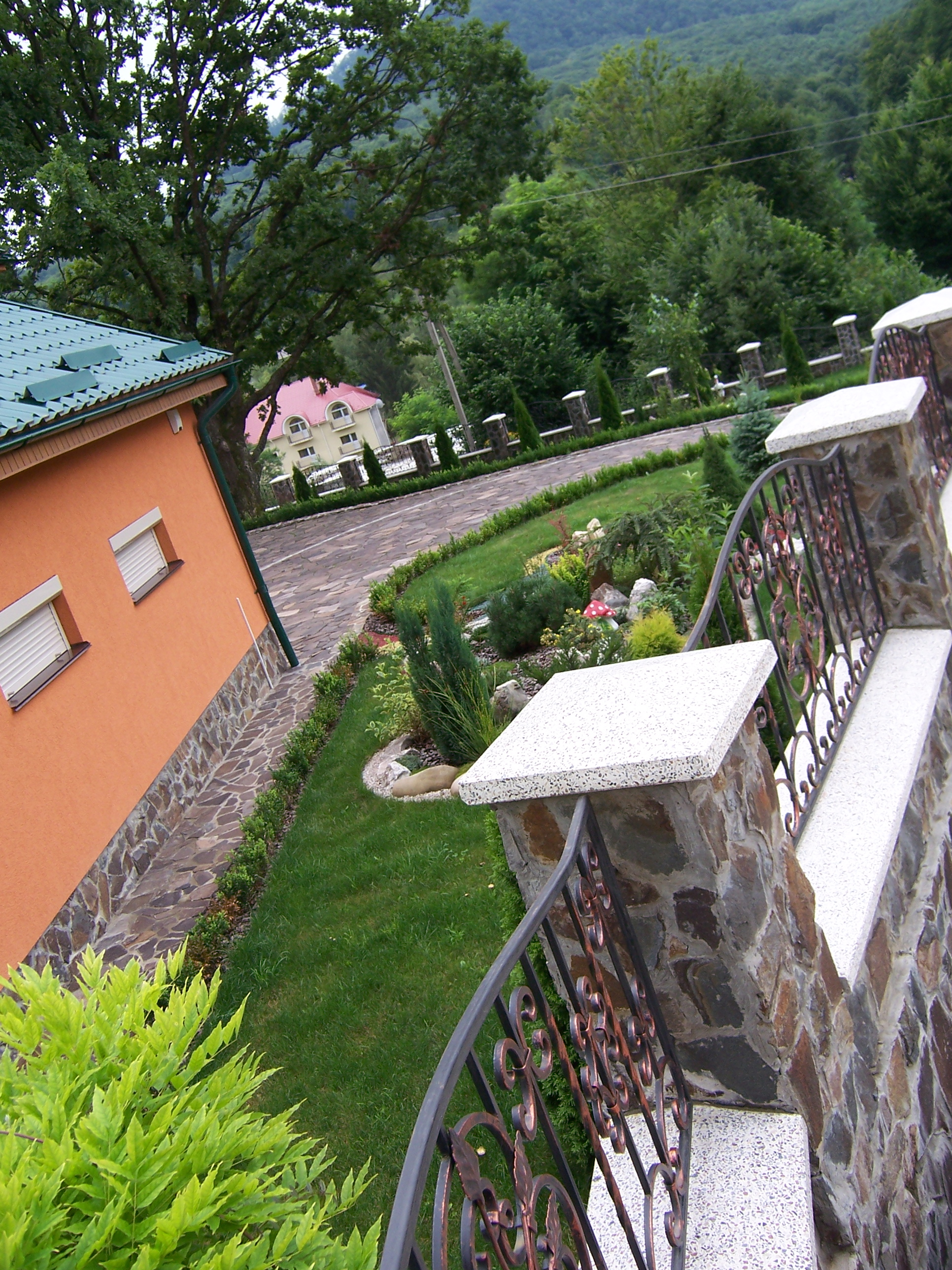
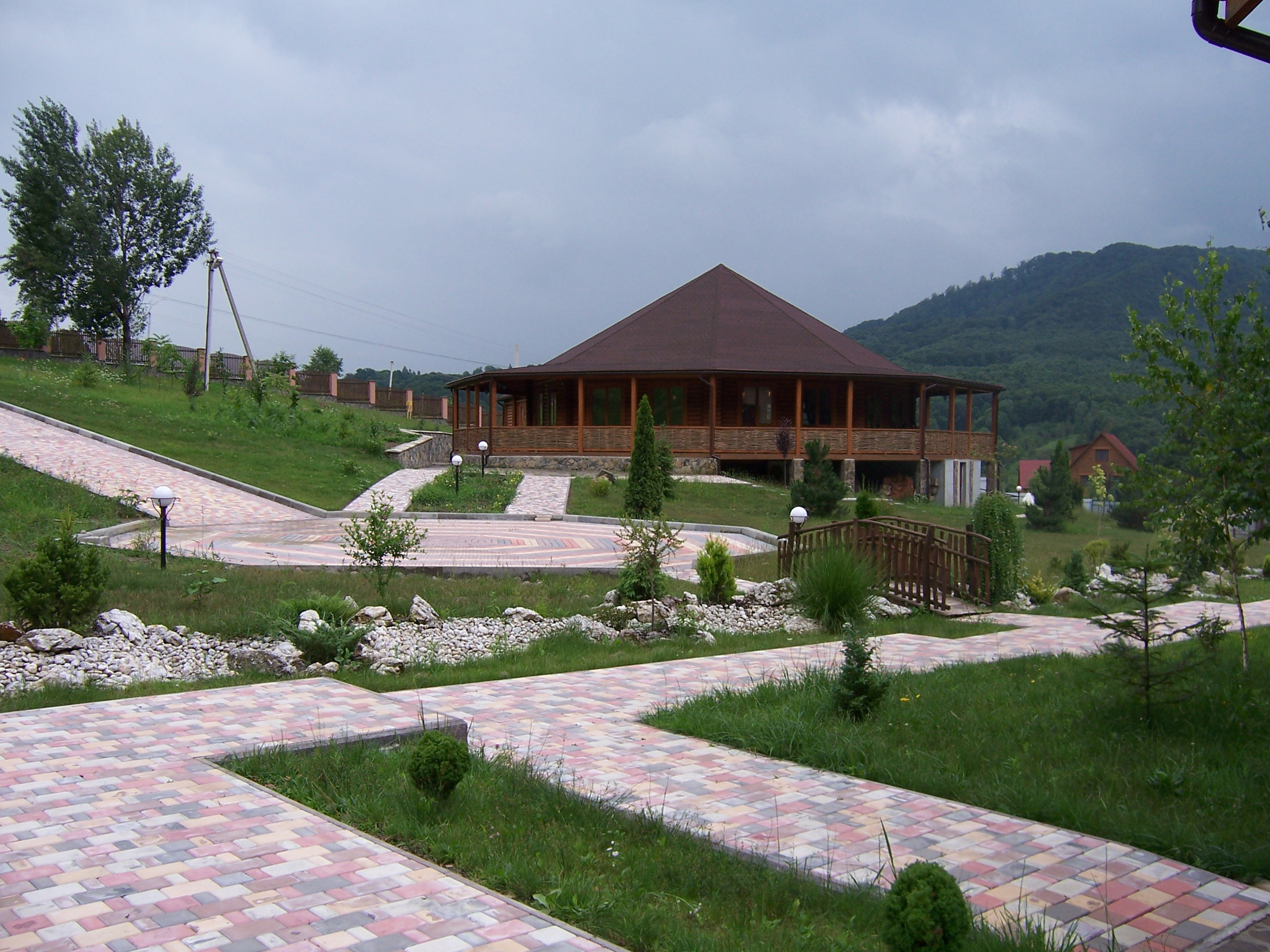
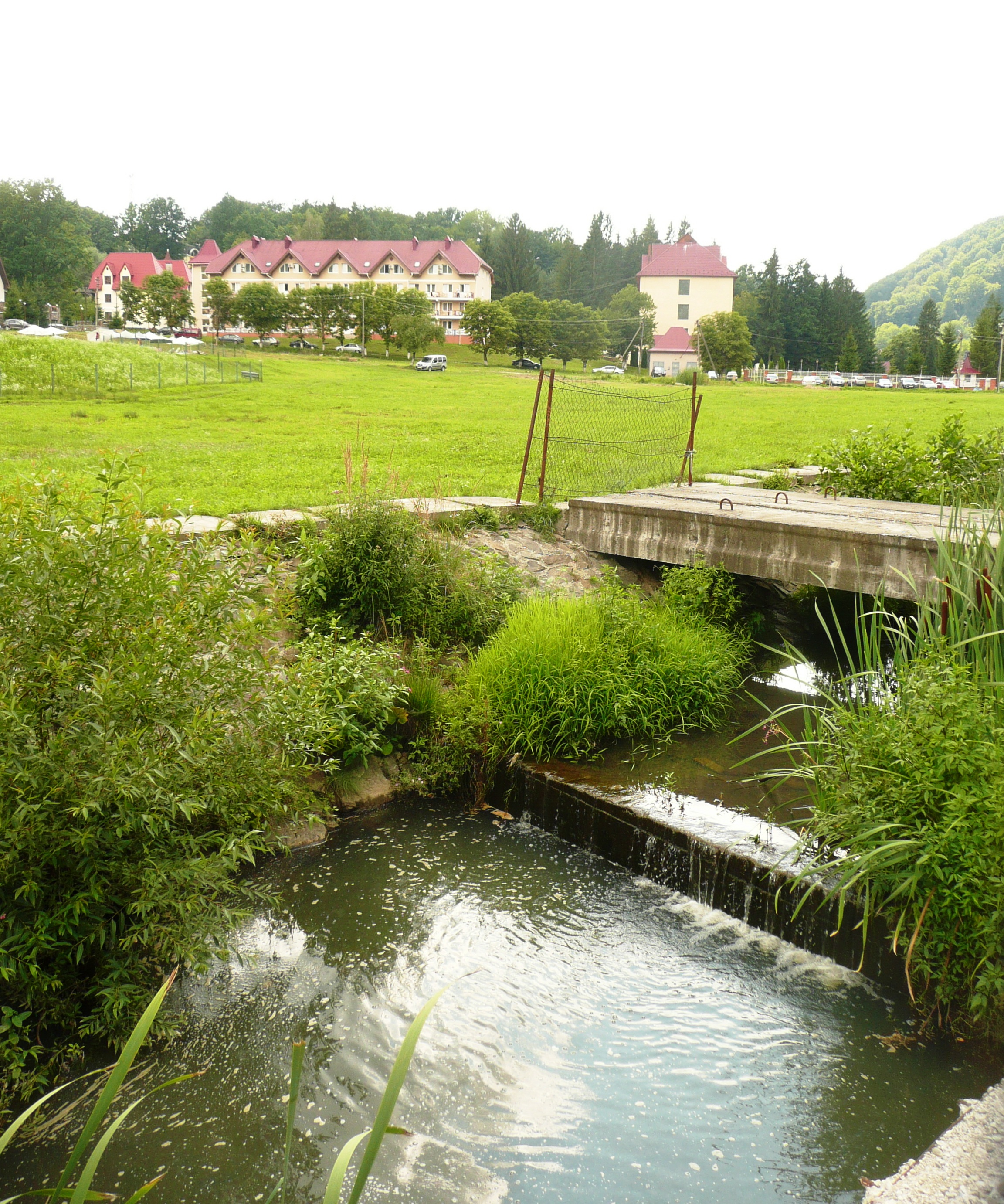
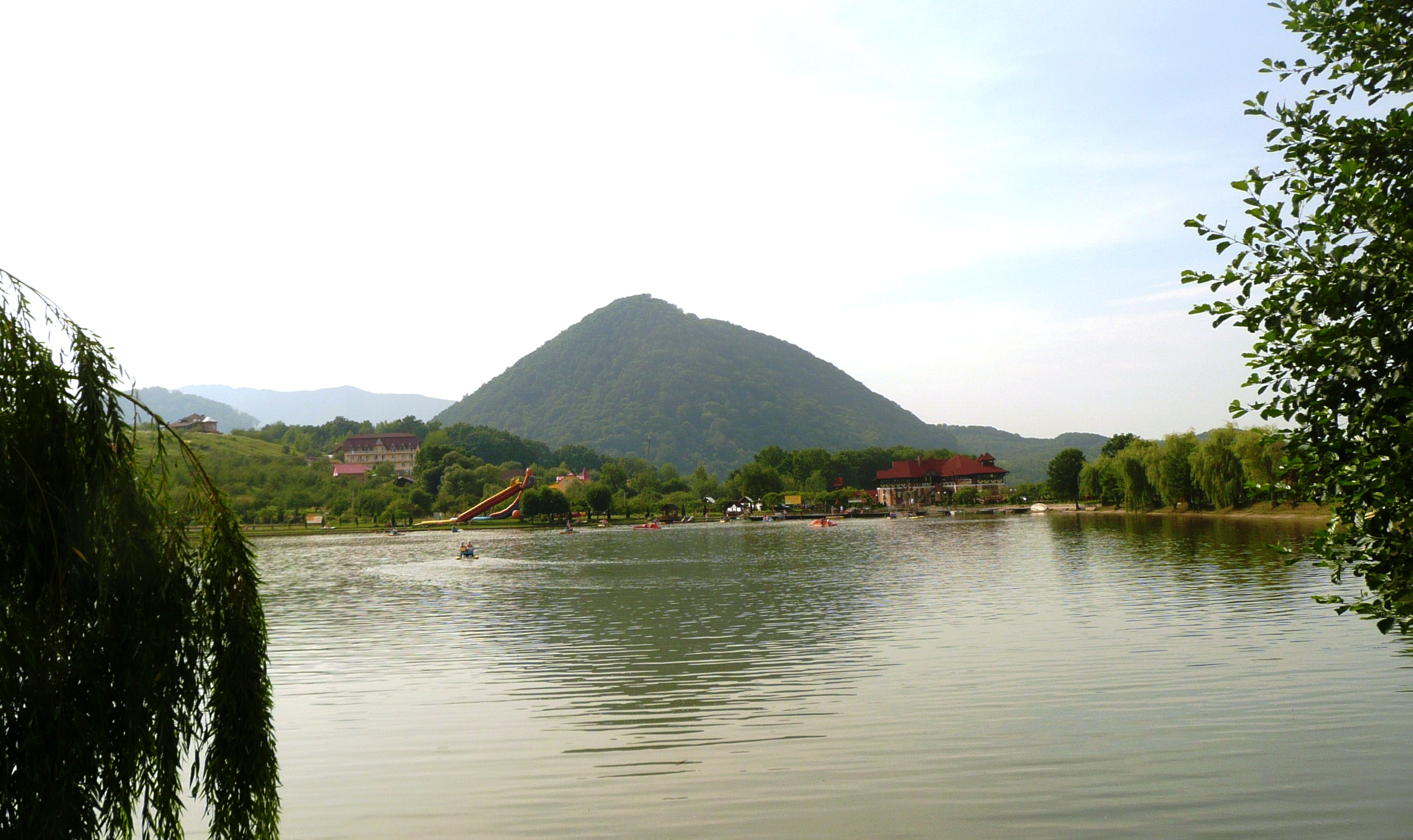
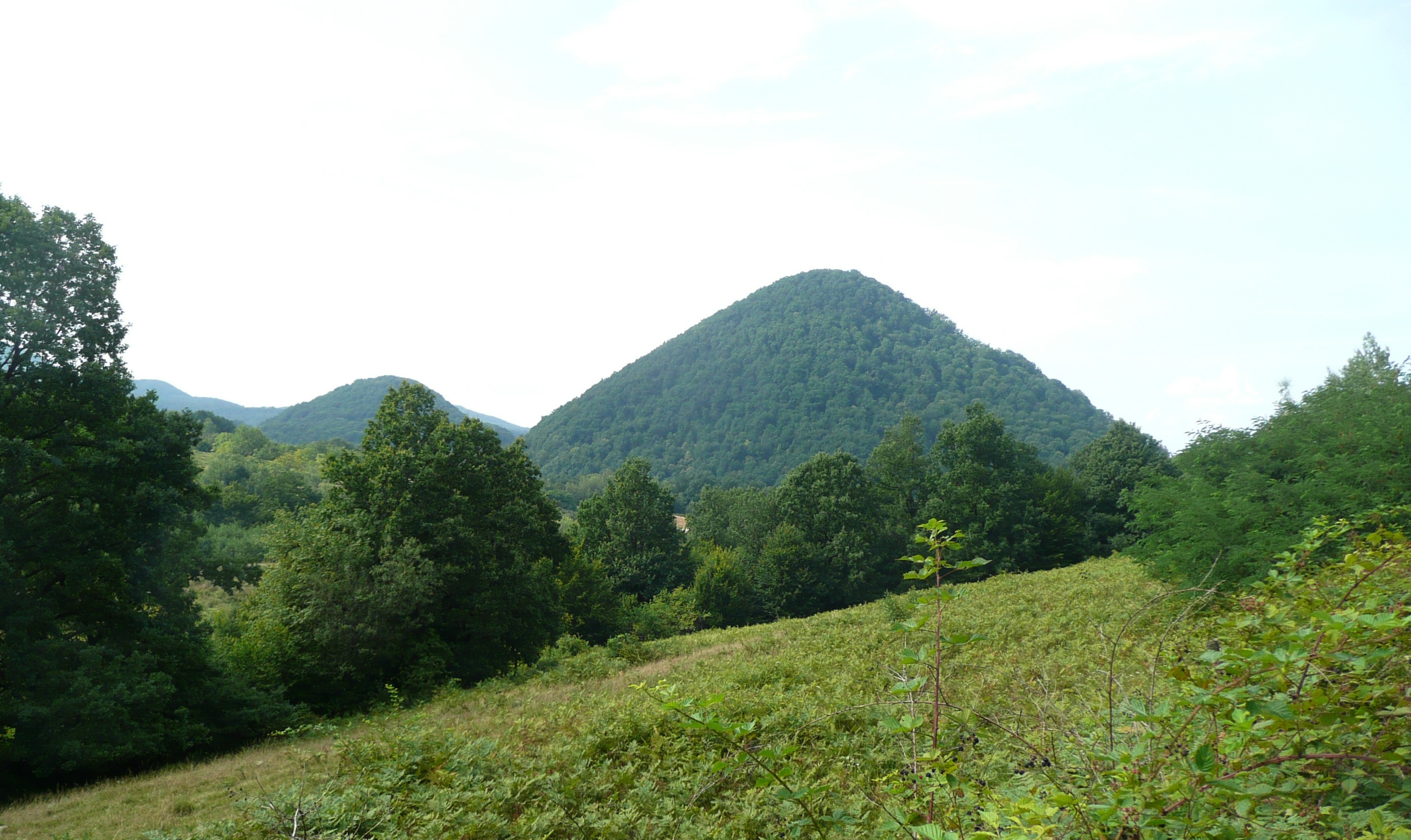

## Nevezetességek
- Sajáni ásványvíz
- Sítelepek